# Saint-Amant-de-Nouère
 Saint-Amant-de-Nouère  là một xã ở tỉnh Charente phía tây nước Pháp. Xã này có diện tích 11,15 km², dân số năm 1999 là 382 người. Khu vực này có độ cao trung bình 100 mét trên mực nước biển.